# Luka nad Jihlavou
Luka nad Jihlavou település Csehországban, a Jihlavai járásban. Luka nad Jihlavou Bítovčice, Brtnice, Puklice, Kozlov, Vysoké Studnice és Velký Beranov településekkel határos. Lakosainak száma 3130 fő (2024. január 1.).

## Népesség
A település lakosságának változását az alábbi diagram mutatja:
| Lakosok száma | 1347 | 1611 | 2053 | 2125 | 2376 | 2480 | 2865 | 2901 | 3039 | 3130 |
|               | 1869 | 1890 | 1921 | 1950 | 1980 | 2001 | 2017 | 2019 | 2022 | 2024 |